# Distretto di Bajan-Ovoo (Bajanhongor)
Il distretto di Bajan-Ovoo è uno dei venti distretti (sum) in cui è suddivisa la provincia di Bajanhongor, in Mongolia. Conta una popolazione di 2.912 abitanti (censimento 2006). 